# Carpentaria-öböl

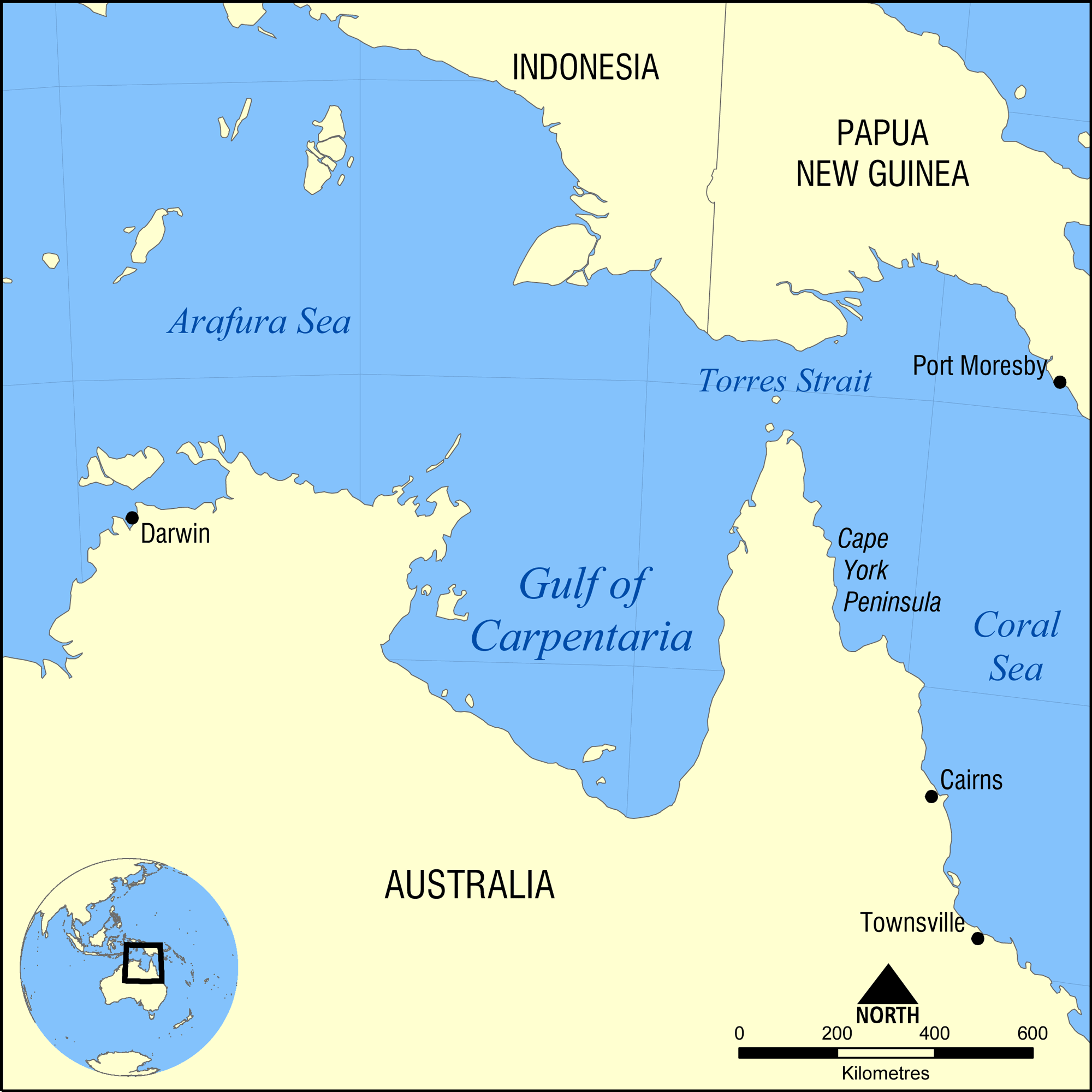
A Carpentaria-öböl elhelyezkedése

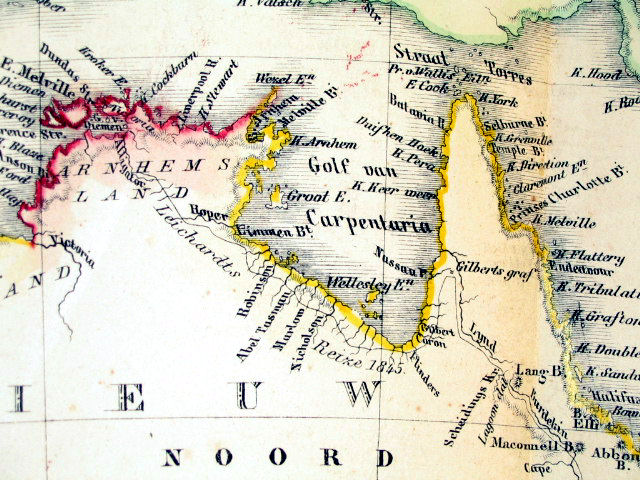
A Carpentaria-öböl egy 1859-es holland térképen

A Carpentaria-öböl nagy és sekély vizű vízfelület, amelyet három oldalról Ausztrália északi partvidéke határol, míg északról az Arafura-tengerrel szomszédos. Az öböl északi határát általánosságban keletről a York-félsziget északnyugati részén fekvő Slade Point és nyugatról az Arnhem-földhöz tartozó Arnhem-fok közti tengerszakasszal jelölik. Az öböl szájánál 590 km széles, míg távolabb, délen 675 km széles. Észak–déli kiterjedése mintegy 700 km. Területe nagyjából 300 000 négyzetkilométert foglal magába. Általános vízmélysége az 55 méter és a 66 méter között váltakozik, ám legmélyebb pontján sem haladja meg a 82 métert. Az árapály mértéke két és három méter között mozog. Geológiai értelemben az öböl igen fiatal képződménynek számít, mivel a Shaul self, amely az öböl alatt fekszik, még a legutóbbi jégkorszak idején a szárazföld részét képezte.

## Európai felfedezések
Az első ismert európai felfedező a holland Willem Janszoon volt, aki 1606-os útja során járt erre. Honfitársa Jan Carstenszoon 1623-ban látogatott el erre a tengerszakaszra és Pieter de Carpentierről nevezte el az öblöt, aki abban az időben Holland Kelet-India főkormányzója volt. Abel Tasman ugyancsak tanulmányozta a partvidéket 1644-es útja során. A régiót később Matthew Flinders is körbejárta 1802 és 1803 közt.
Az első szárazföldi expedíció a vidéken a Burke és Wills expedíció volt, melyet Robert O’Hara Burke és William John Wills vezetett és, akik 1860 augusztusában indultak el Melbourne-ből, majd 1861 februárjában érték el a Bynoe-folyót.

## Földrajza
Az öblöt körülölelő földszakasz sík és alacsony fekvésű. Nyugatról az Arnhem-föld, az Északi terület legészakibb pontja, a Top End határolja. Az öböl vizében a Groote Eylandt a legnagyobb területű sziget. Kelet felől a York-félsziget határolja. A Queenslandhez tartozó északi partvidék, amely délről határolja az öblöt a Gulf Country elnevezést viseli, vagy csak szimplán a "Gulf" néven emlegetik.
Az éghajlat forró és párás, az év két évszakra bontható. A száraz évszak áprilistól novemberig tart és erős, délkeleti-keleti széljárással jellemezhető, amelyet a délen vándorló magas légnyomású rendszerek hoznak létre. Az esős évszak decembertől márciusig tart. Az év során lehulló csapadék jelentős része ebben a három hónapban hullik, és ezalatt az időszak alatt az alacsonyabban fekvő területeket gyakran elöntik a medrükből kilépő folyók. Akárcsak Ausztrália más részein, itt is viszonylag drámaian eltérő időjárási helyzetek alakulhatnak ki, viszonylag kis földrajzi távolságokon belül. A Nagy-Vízválasztó-hegység keleti részén csapadékosabb éghajlati viszonyok uralkodnak, míg a nyugati, kontinens felőli része akár szárazsággal is küzdhet egész évben. A Gulf Country területe viszont sík, így a hegyek nem korlátozzák az esőt csupán a partvidékre, az átmenet a tengerparti trópusi növényzet és a belső vidékek szárazabb bozótosa között fokozatos.
Szeptembertől októberig van esély az úgy nevezett Morning Glory cloud kialakulására, amely egy természeti jelenségnek köszönhetően a felhőtakarót mintegy kondenzcsíkszerűen összesodorja. Ennek a jelenségnek a megfigyelésére a legjobb hely Burketown környéke.

## Főbb folyók
A Top End vidékén a Roper-folyó és a Wilton-folyó ömlik az öbölbe. A Gulf Country vidékén a Cox-folyó, a McArthur-folyó, a Flinders-folyó, a Norman-folyó és a Gilbert-folyó folyik az öbölbe. A York-félszigetről a Smithburne-folyó, a Mitchell-folyó, az Alice-folyó, a Staaten-folyó, a Mission-folyó, a Wenlock-folyó és az Archer-folyó ömlik az öböl vizébe.

## Fordítás
- Ez a szócikk részben vagy egészben  a   Gulf of Carpentaria című angol Wikipédia-szócikk ezen változatának fordításán alapul.  Az eredeti cikk szerkesztőit annak laptörténete sorolja fel. Ez a jelzés csupán a megfogalmazás eredetét és a szerzői jogokat jelzi, nem szolgál a cikkben szereplő információk forrásmegjelöléseként.